# Jerry Brown
Edmund Gerald "Jerry" Brown, Jr (født 7. april 1938) er en amerikansk politiker. Han var den 34. og 39. guvernør i den amerikanske delstat Californien i henholdsvis 1975-83 og fra 2011-19. Han er medlem af det Demokratiske parti.
Inden Brown overtog guvernørposten var han den 31. Attorney General of California (justitsminister). Han blev valgt som guvernør den 2. november 2010, og blev formelt indviet den 3. januar 2011, på 28. årsdagen for afslutningen af hans sidste valgperiode. I løbet af sin første periode som guvernør, var han den sjette yngste guvernør nogensinde i staten. Efter sin indsættelse som Californiens 39. guvernør, blev han den ældste i staten nogensinde og den ældste siddende guvernør i USA.
Brown har været valgt til en række statslige og lokale embeder , der spænder ligefra Los Angeles Community College District (1969-1971), Secretary of State of California (1971-1975), guvernør i Californien (1975-1983), formand for Californiens Demokratiske Parti (1989-1991), samt borgmester i Oakland (1999-2007).
Jerry Brown forsøgte i 1976, 1980 og 1992 at blive demkokraternes præsidentkandidat.